# Aspitates canariaria
Aspitates canariaria är en fjärilsart som beskrevs av Alois Friedrich Rogenhofer 1894. Aspitates canariaria ingår i släktet Aspitates och familjen mätare. Inga underarter finns listade i Catalogue of Life.